# František Plaček
František Plaček (20. dubna 1809 Běleč u Křivoklátu – 2. září 1888 Sedmihorky, obec Karlovice) byl český právník a politik.

## Biografie
V roce 1833 absolvoval práva v Praze a nastoupil do zaměstnání ve státní správě. V letech 1838–1844 působil v Mladé Boleslavi; inicioval tam výstavbu nové školy a uspořádání prvního divadelního představení. Roku 1844 získal pozici krajského sekretáře v Chrudimi.
Aktivně se účastnil politického dění v roce 1848: s hrabětem Stadionem pracoval na návrhu obecního řádu, pak se podílel na činnosti Národního výboru. Ve volbách v červenci 1848 byl zvolen na rakouský ústavodárný Říšský sněm. Zastupoval volební obvod Chrudim (okresy chrudimský, nymburský a benátecký) v Čechách. Uvádí se jako krajský tajemník. Patřil ke sněmovní slovanské pravici.
Usiloval o zlepšení poměrů venkovského obyvatelstva. Na Říšském sněmu, který později zasedal v Kroměříži, byl členem ústavního výboru a pracoval na obecním zřízení; po rozpuštění tohoto sněmu pokračoval v jednáních o zemském zřízení. Stal se sekretářem vyvazovací komise (pro osvobození sedláků z poddanských závazků). Vedle toho působil i jako podkrajský v Březnici. Úřednickou kariéru dovršil v roce 1857 povýšením do funkce místodržitelského rady. Roku 1863 se zasloužil o nákup rytin Václava Hollara.
V mládí uveřejňoval básně v časopisech, některé byly zhudebněny. Roku 1853 vydal německý právnický spis Die österr. Grundentlastungs-Kapitalien. Psal také články o právech a veřejné správě do Riegerova Naučného slovníku.
Plaček byl známou osobností českého veřejného života. Při odchodu do důchodu v roce 1876 dostal za zásluhy Řád železné koruny. O rok později získal i šlechtický titul (rytíř).
Jeho manželka rozená Mašínová z Nymburka byla tetou pražského primátora Tomáše Černého, který po dobu svých studií v domácnosti Plačkových žil.
Jeho synem byl Boleslav Plaček (1846–1908) advokát a politik. Poslanec zemského sněmu a Říšské rady.